# アーノルド・ウェスカー

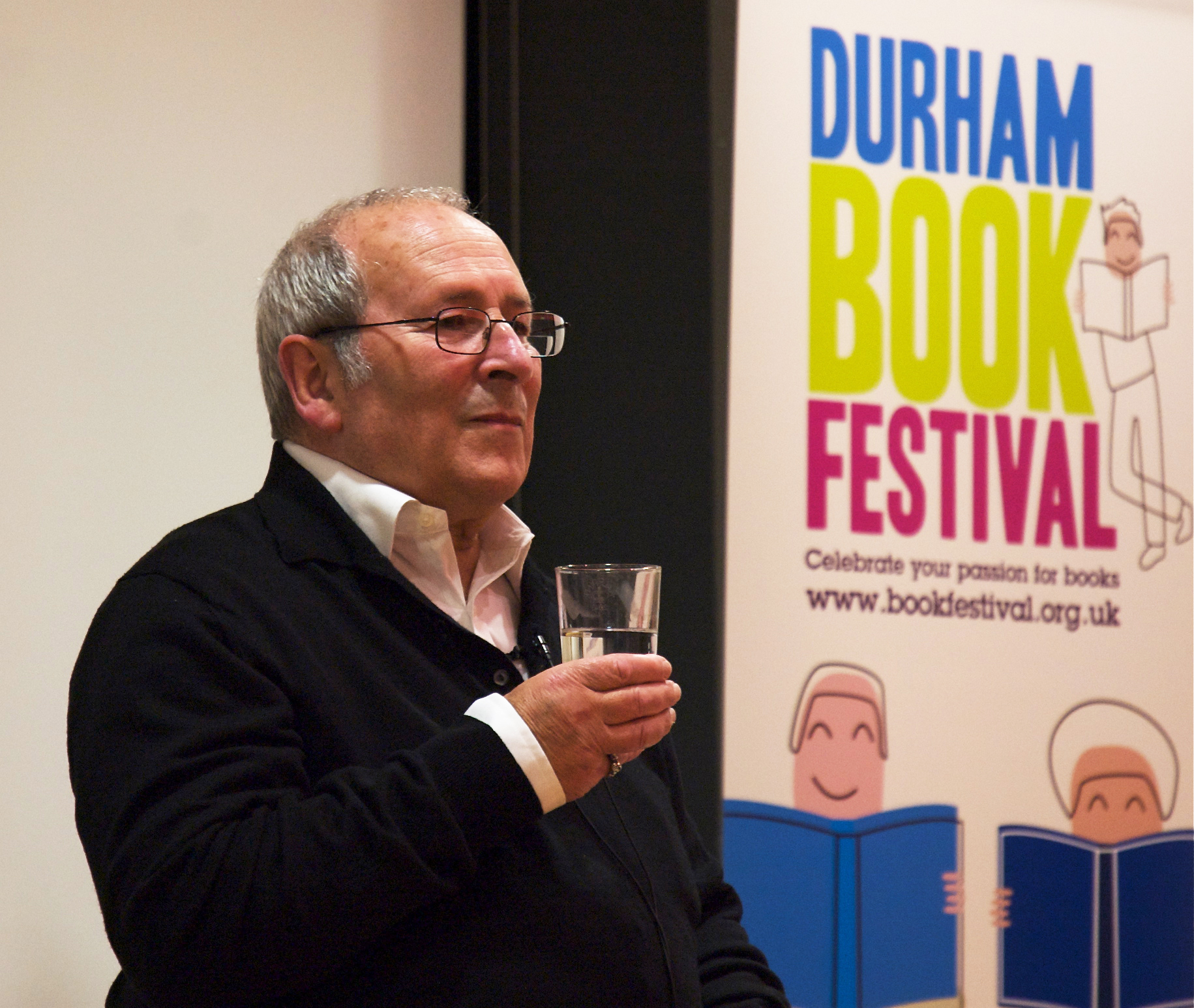
アーノルド・ウェスカー

アーノルド・ウェスカー（Sir Arnold Wesker, 1932年5月24日 - 2016年4月12日）はイギリスの劇作家。ロンドン、イースト・エンドのステプニー生まれ。

## 作品
42の劇、4巻の短編、2巻のエッセー、ジャーナリズムの著作、児童文学、詩などがある。
- "Chicken soup with barley", 1958 「大麦入りのチキンスープ」
- "Roots", 1959 「根っこ」
- "I'm talking about Jerusalem", 1960 「僕はエルサレムのことを話しているのだ」
- "The kitchen", 1959 「調理場」
- "Collected plays", 2 Vols. 1976-77

## 文献案内
- 『ウェスカー三部作』 （木村光一 訳 、晶文社 、1964年発行）
- 『ウェスカー全作品 1』 （木村光一 訳 、晶文社 、1972年発行）
- 『ウェスカー全作品 2』 （木村光一 訳 、晶文社 、1970年発行）
- 『ウェスカー全作品 3』 （小田島雄志 訳 、晶文社 、1970年発行）
- 『友よ』 （小田島雄志 訳 、晶文社 、1974年発行）
- 『演劇 - なぜ?』 （柴田稔彦・中野里皓史 訳 、晶文社 、1979年発行）
- 『ボテクチさんの魔法が消えた』 （小田島雄志・小田島若子 訳 、阪急コミュニケーションズ、1981年8月発行）
- 『ハンガリー知識史の風景』（小島亮 著、風媒社、2000年01月、ISBN：4-8331-3122-6）

## メディア・ミックス

### 映画
- 『ラ・コシーナ/厨房』（2025年6月13日公開、監督：アロンソ・ルイスパラシオス）